# خودکشی بازداشت‌شدگان خیزش ۱۴۰۱ ایران
خودکشی بازداشت‌شدگان خیزش ۱۴۰۱ ایران به مجموعه افراد بازداشت‌شده در جریان خیزش ۱۴۰۱ ایران است که بعد از آزادی دست به خودکشی زدند.

## قربانیان

### مریم آروین
مریم آروین، وکیل جوان و عضو کانون وکلای استان کرمان - که در ۹ آذر و در هنگام دفاع از موکلانش (از معترضان بازداشت‌شده) در صحن دادگاه سیرجان بازداشت شده بود. پس از آزادی به‌طور مشکوک درگذشت. مادر او، طیبه نظری نیز - که برای پیگیری وضعیت دخترش به دادگاه مراجعه کرده بود - بازداشت شده بود.

### عرشیا امام‌قلی‌زاده
عرشیا امام قلی‌زاده نوجوان شانزده ساله‌ای بود که به اتهام عمامه‌پرانی در جلفا بازداشت شده و ده روز زندانی بود. او تنها دو روز بعد از آزادی با قید وثیقه خودکشی کرد و جان باخت.

### یلدا آقافضلی
یلدا آقافضلی دختر ۱۹ ساله ای بود که در ۴ آبان در حوالی خیابان انقلاب تهران بازداشت و در ۱۵ آبان آزاد شده بود. وی روز ۲۰ آبان ماه در خانه فوت کرد.
برخی رسانه‌ها و کاربران علت مرگ مشکوک یلدا را «خودکشی» عنوان کرده‌اند. اما بر اساس فایل صوتی صحبت با دوستش، که در شبکه‌های اجتماعی بازتاب داشته، او از این که اظهار پشیمانی نکرده، ابراز خوشحالی می‌کند. مرکز رسانه قوه قضاییه به نقل از سرپرست دادسرای جنایی استان تهران ادعا کرد که آقافضلی «به علت مصرف بیش از حد مواد مخدر از نوع شیشه» درگذشته است. مراسم خاکسپاری وی، روز شنبه ۲۱ آبان تحت تدابیر شدید امنیتی در بهشت زهرا برگزار شد.

### مینا یعقوبی
مینا یعقوبی از بازداشت شدگان اعتراضات در اراک در مدت بازداشت دوبار اقدام به خودکشی کرد. دادگستری استان مرکزی در اطلاعیه‌ای اعلام کرد که «متهم به علت برخی مشکلات روحی و روانی قبلی طی مدت بازداشت، دو نوبت اقدام به خودکشی کرد که با هوشیاری مراقبین دچار صدمات جزئی شده و به بیمارستان منتقل و براساس شرایط تا زمان تشکیل دادگاه، با اخذ وثیقه قانونی آزاد شد» او با تلاش‌های خانواده‌اش با گذاشتن وثیقه آزاد شد. خانواده‌اش گفتند تمام بدن مینا بر اثر شکنجه کبود شده بود.

### عباس منصوری
عباس منصوری، ۱۹ساله، جوان معترض اهل شوش که در اعتراضات خیابانی این شهر بازداشت شده بود، تنها یک هفته پس از آزادی با خوردن قرص اقدام به خودکشی کرد و جان باخت. در گزارش سازمان حقوق بشر اهواز با تأکید بر این که این جوان پیش از بازداشت کاملاً سالم بوده و دارویی مصرف نمی‌کرده، آمده است که نیروهای امنیتی بزرگ طایفه منصوری را فراخوانده و از او برای برگزار نکردن مراسم عزاداری با تهدید تعهد گرفتند. سازمان حقوق بشر اهواز خبر داد که آثار شکنجه بر بدن عباس منصوری وجود داشته است.

### هستی حسین‌پناهی
هستی حسین‌پناهی پس از آزادی از زندان جمهوری اسلامی خودکشی کرد.

### آریان یاوری
آریان یاوری، زادهٔ ۱۳۸۴، از بازداشت‌شدگان خیزش ۱۴۰۱ بود که «تحت فشارهای امنیتی» در ۳۰ فروردین ۱۴۰۳ اقدام به خودکشی کرد و درگذشت. یاوری در دی ۱۴۰۱ به اتهام آتش زدن خانهٔ یک نیروی بسیجی بازداشت، و پس از ۷۰ روز با وثیقه از زندان مرکزی بوکان آزاد شده بود.